# Zeev Suraski
Zeev Suraski (em hebraico:  זאב סורסקי AFI: /ˈzeʔev suˈʁaski/) é um programador israelense, um dos principais responsáveis pelo desenvolvimento do  PHP e co-fundador da Zend Technologies. Um aluno do Technion, Haifa, Suraski e o seu colega Andi Gutmans criaram o PHP 3 em 1997. Em 1999 eles escreveram o Zend Engine, o motor do PHP 4, e fundaram a Zend Technologies, que desde então é a coordenadora do desenvolvimento no PHP. O nome Zend é uma valise dos seus nomes próprios, Zeev e Andi.
Suraski é membro da Apache Software Foundation, e foi nomeado para o FSF Award for the Advancement of Free Software em 1999.
Zeev Suraski é o CTO (Director Técnico) da Zend Technologies.